# Піщаний Кар'єр
Піща́ний Кар'є́р (рос. Песчаный Карьер) — селище у складі Верхньосалдинського міського округу Свердловської області.
Населення — 136 осіб (2010, 158 у 2002).
Національний склад населення станом на 2002 рік: росіяни — 86 %.